# Monte Picca - Monte di Roccatagliata
Monte Picca - Monte di Roccatagliata este o arie protejată (arie specială de conservare — SAC, sit de importanță comunitară — SCI) din Italia întinsă pe o suprafață de 1.766 ha, integral pe uscat.

## Localizare
Centrul sitului Monte Picca - Monte di Roccatagliata este situat la coordonatele 42°12′05″N 13°51′00″E / 42.201389°N 13.85°E.

## Înființare
Situl Monte Picca - Monte di Roccatagliata a fost declarat sit de importanță comunitară în iunie 1995 pentru a proteja 5 specii de animale. Situl a fost protejat și ca arie specială de conservare în septembrie 2022.

## Biodiversitate
Situată în ecoregiunea continentală, aria protejată conține 6 habitate naturale: Păduri de Quercus ilex și Quercus rotundifolia, Grohotișuri termofile și vest-mediteraneene, Păduri de fag din Apenini cu Taxus și Ilex, Pseudostepă cu ierburi și specii anuale de Thero-Brachypodietea, Pajiști uscate seminaturale și facies de acoperire cu tufișuri pe substraturi calcaroase (Festuco-Brometalia) (* situri importante pentru orhidee), Pante stâncoase calcaroase cu vegetație casmofită.
La baza desemnării sitului se află mai multe specii protejate:
- păsări (4): fâsă-de-câmp (Anthus campestris), șoim călător (Falco peregrinus), sfrâncioc roșiatic (Lanius collurio), Pyrrhocorax pyrrhocorax
- mamifere (1): lupul (Canis lupus)

Pe lângă speciile protejate, pe teritoriul sitului au mai fost identificate 1 specie de mamifere.